# Ödön Gróf

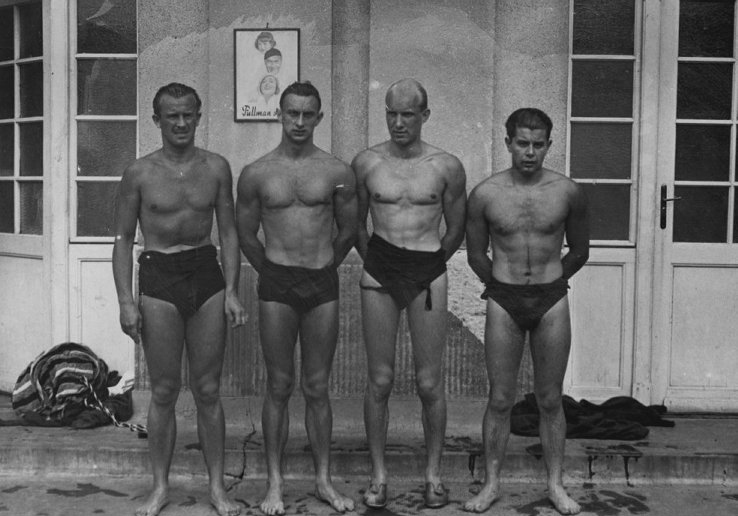
Von links nach rechts: Szabados László, Csik Ferenc, Lengyel Árpád, Gróf Ödön; Bild von 1936

Ödön Gróf (* 15. April 1915 in Neteca; † 16. Januar 1997 in San Francisco) war ein ungarischer Schwimmer, der bei den Olympischen Spielen im Jahr 1936 teilnahm und dort eine Bronzemedaille gewann, weil er in der 4-mal-200-Meter-Freistilstaffel den dritten Platz belegte. Zuvor war er Europameister über die gleiche Strecke geworden, als er 1934 neben Ferenc Csík, Árpás Lengyel und András Marthony schwamm. Zweimal, am 26. Juni 1937 sowie am 14. Juli 1938, war er Teil der 4-mal-100-Meter-Freistilstaffel, die den Weltrekord verbesserte. Bei den Olympischen Spielen 1936 trat er im Einzel auch über 400 m und 100 m an, konnte jedoch beide Male die nächste Runde nicht erreichen.